# Ruben Zepuntke
Ruben Zepuntke (Düsseldorf, 19 de enero de 1993) es un ciclista alemán, profesional desde 2012 hasta 2017.

## Palmarés
2014
- 1 etapa del Tour de Alberta[1]

## Equipos
- Rabobank Development Team (2012-2013)
- Bissell Development Team (2014)
- Cannondale (2015-2016)
  - Team Cannondale-Garmin (2015)
  - Cannondale Pro Cycling Team (2016)
- Development Team Sunweb (2017)